# Claude Gay

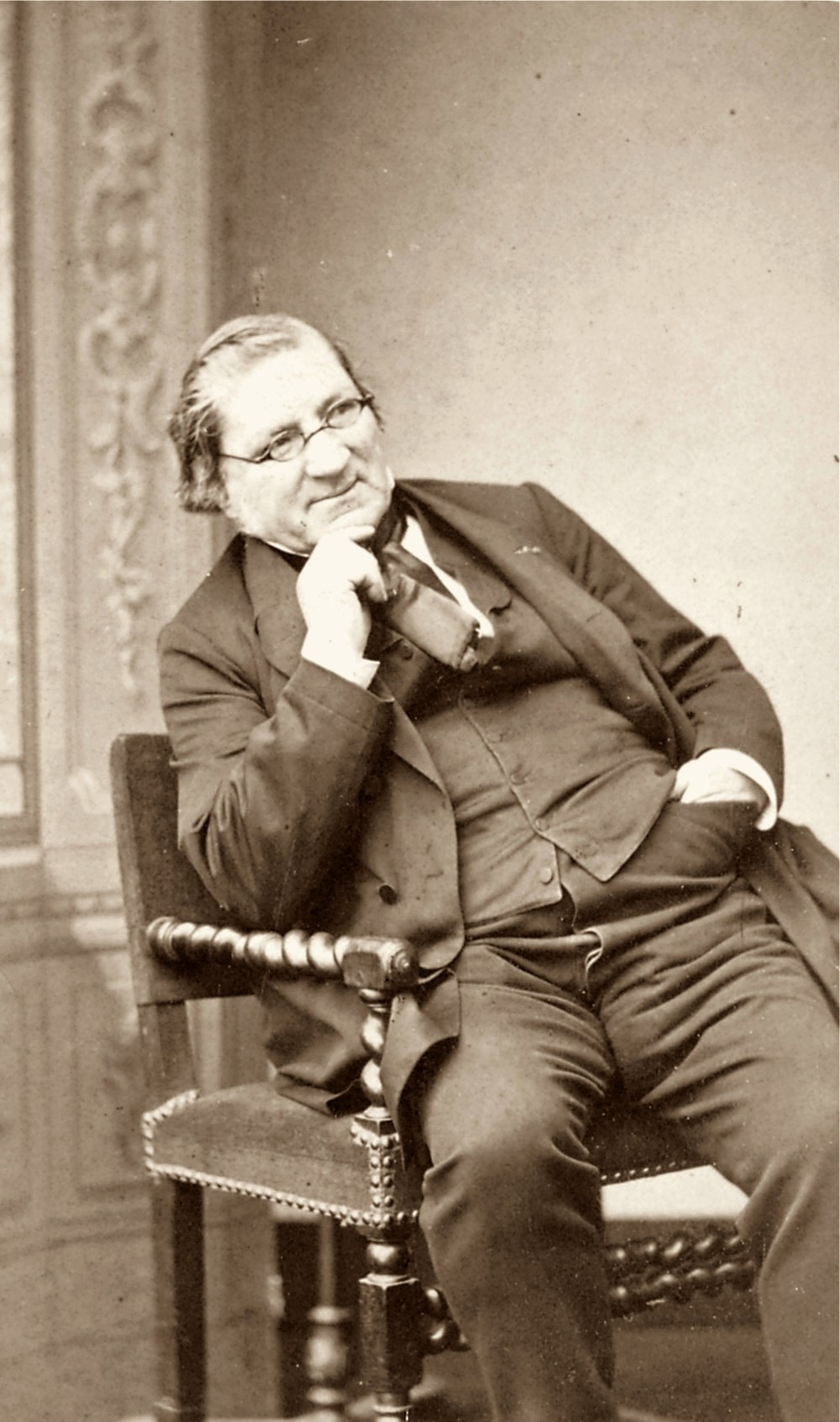
Claude Gay

Claude Gay (spanisch Claudio Gay Mouret; * 18. März 1800 in Draguignan; † 29. November 1873 in Flayosc im französischen Département Var) war ein französischer Botaniker und Reisender. Sein offizielles botanisches Autorenkürzel lautet „Gay“.

## Leben
Zwischen 1830 und 1832 wurde er von der chilenischen Regierung angeheuert, um durch das Staatsgebiet zu reisen, um Stücke für das Nationalmuseum für Naturgeschichte zu sammeln. Aus diesem Grund gilt er als erster Sammler des Museums, dem ältesten des Landes.
Sein Hauptwerk ist die Historia física y política de Chile (1844–1871); darin ist als botanisches Teilwerk die Botánica (1845–1854) enthalten. Für den zoologischen Teil bediente sich Gay der Hilfe zahlreicher Autoren. Während Marc Athanase Parfait Œillet Des Murs (1804–1894) die Vögel bearbeitete, waren Antoine Alphonse Guichenot (1809–1876) für die Reptilien und Fische, Hercule Nicolet (1801–1872) für die Spinnen und Krebstiere, Antoine Joseph Jean Solier (1792–1851) für die die Käfer, Paul Gervais (1816–1879) für die Tausendfüßer und große Teile der Insekten, Maximilian Spinola (1780–1857) für Schnabelkerfe und Hautflügler sowie Louis Hippolyte Hupé́ (1819–1867) für die Weichtiere zuständig.
Seit 1856 war er Mitglied der Académie des sciences in Paris.

## Dedikationsnamen
Isidore Geoffroy Saint-Hilaire und René Primevère Lesson ehrten in 1831 im Namen des Rotbauch-Höhenläufers (Attagis gayi). Paul Gervais nannte 1834 den Kordillerenämmerling (Phrygilus gayi). Jules Bourcier und Étienne Mulsant nannten 1846 eine Kolibriart Trochilus gayi, ein Name der heute als Synonym für die Samtbauchkolibri-Unterart (Lafresnaya lafresnayi saul (Delattre & Bourcier, 1846)) steht. Charles Lucien Jules Laurent Bonaparte nannte 1856 eine Art Thalasseus gayi, ein Name der heute als Nomen nudum betrachtet werden muss.
André Marie Constant Duméril und Gabriel Bibron beschrieben 1841 den Helmkopf (Calyptocephalella gayi).
Hercule Nicolet nannte 1849 die Kugelspinnenart Phoroncidia gayi nach ihm. Edmond de Selys-Longchamps nannte 1876 Erythromma gayi, ein Name für eine Schlanklibellenart. die heute unter Antiagrion gayi geführt wird. Massimiliano Spinola nannte 1851 eine Echte Bienenart Alloscirtetica gayi.
Rudolph Amandus Philippi widmete ihm 1857 die Hülsenfrüchtlerart Vicia gayi, John Gilbert Baker 1870 die Lauchgewächseart Leucocoryne gayi. Nach Gay benannt ist auch die Pflanzengattung Gayophytum A.Juss. aus der Familie der Nachtkerzengewächse (Onagraceae).

## Bilder

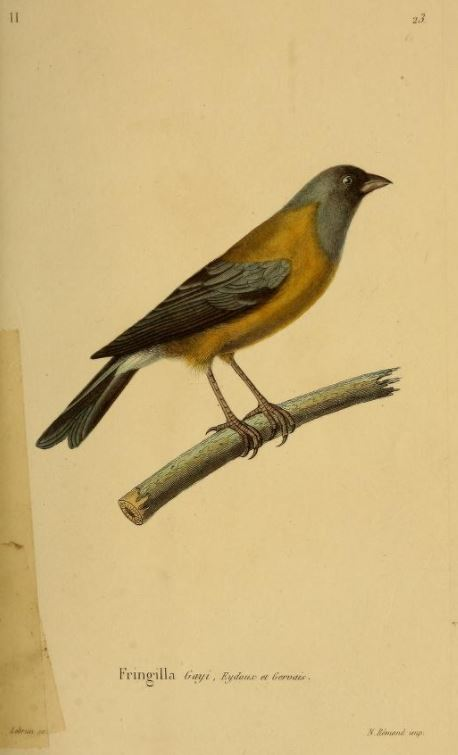
Kordillerenämmerling illustriert von Élisabeth Vigée-Lebrun
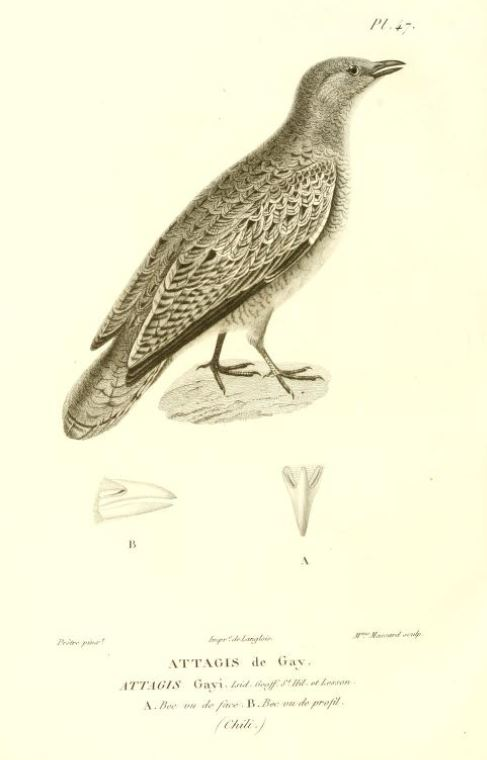
Rotbauch-Höhenläufer illustriert von Jean-Gabriel Prêtre
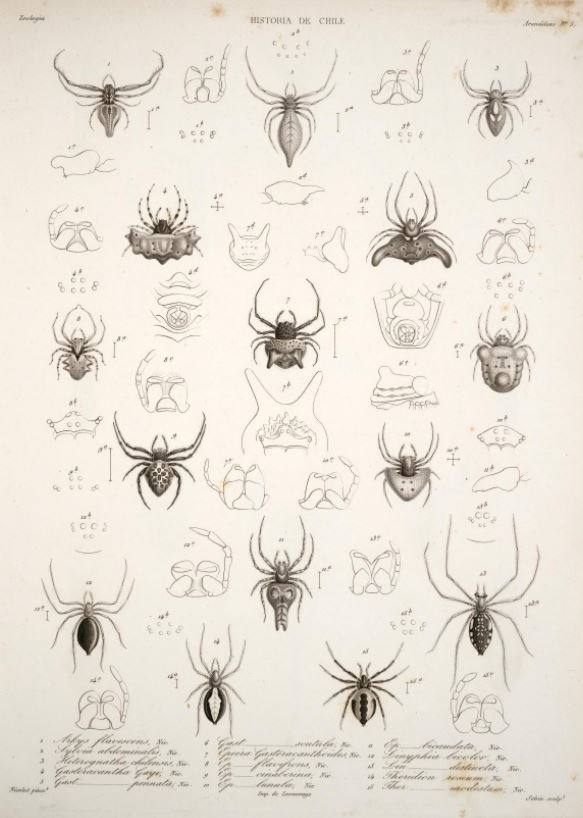
Phoroncidia gayi Figur 3
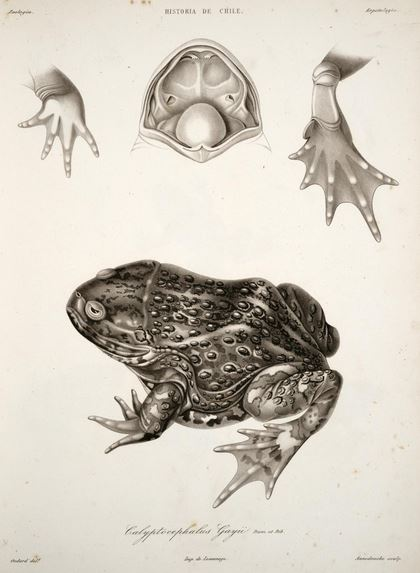
Calyptocephalella gayi illustriert von Paul Louis Oudart

## Werke
- Noticias sobre las islas de Juan Fernandez. Valparaiso 1840.
- Fragment d’un voyage dans le Chili et au Cusco, patrie des anciens incas. Paris 1843 (ub.uni-frankfurt.de).
- mit Paul Gervais: Remarques sur le Capra pudu et l'Equus bisculus de Molina. In: Annales des sciences naturelles (= 3 (Zoologie)). Band 5, 1846, S. 87–95 (biodiversitylibrary.org).
- Historia física y política de Chile. Paris (1844–1871).
- Origine de la Pomme de terre. Paris 1851.
- Atlas de la historia física y política de Chile. Paris 1854.
- Triple variation de l’aiguille d’amiante dans les parties Ouest de l’Amerique. Paris 1854.
- Carte generale du Chili. Paris 1855.
- Considerations sur les Mines du Perou, compares aux mines du Chili. Paris 1855.
- Notes sur le Brasil, Buenos Ayres, et Rio de Janeiro. Paris 1856.
- Rapport a l’academie des sciences sur les mines des États-Unis. Paris 1861.